# 伦敦城墙
伦敦城墙（英語：London Wall）是英国伦敦的历史城区，伦敦城的城墙。伦敦城墙始建于古罗马帝国时代，公元2世纪末至3世纪初，以后经历屡次扩建和加固。此后的一千多年里，伦敦城墙一直是伦敦城在战争年代的重要屏障。18世纪至19世纪，随着伦敦的高速发展和扩张，城墙开始被大规模拆毁，但有一定部分被包入附近建筑物的墙内而得以保存至今。在第二次世界大战中，德军的轰炸摧毁了伦敦城的大量建筑，但包入这些建筑物的千年古城墙却很多存留下来，并得以重见天日。罗马时代的伦敦城墙有六座城门，以后至中世纪时代增加到七座主城门，一座通往伦敦塔城堡的堡门，数座水门和两座控制伦敦桥的桥门，此外在重要的城门外、离城墙一定距离的地方还有三座门坊（而非城门）形制的关卡。除了伦敦塔的堡门，现在所有门楼都已无存，只有一座关卡的门坊（“圣殿闩”）被异地重建得以保留。
1. ↑  Mann, Emily. . Architectural History. 2006-01, 49  [2025-06-10]. ISSN 0066-622X. doi:10.1017/S0066622X00002719 （英语）.